# Michael A. Shea
Pour les articles homonymes, voir Michael Shea et Shea.
Michael Anthony Shea (4 mars 1894-4 mai 1954) est un homme politique du  Dominion de Terre-Neuve. Il représente la circonscription de Ferryland à la Chambre d'assemblée de Terre-Neuve de 1932 à 1934 à titre de député du United Newfoundland Party (en).

## Biographie
Né à Saint-Jean de Terre-Neuve dans le Colonie de Terre-Neuve, Shea étudie dans sa ville natale. Il quitte l'école en 1909 pour travaille comme commis pour Monroe Export Co.. En 1926, il devient directeur de la compagnie. Shea travaille aussi comme directeur de la Newfoundland Wholesale Dry Goods Ltd..
Il tente sans succès d'être élu en 1928 avant de finalement l'être en 1932.